# Johann Rall
Pour les articles homonymes, voir Rall.
Johann Gottlieb Rall ou Johann Gottlieb Rahl, né vers 1726 et mort le 27 décembre 1776, est un militaire allemand connu pour avoir commandé des mercenaires allemands (« Hessois ») durant la guerre d'indépendance des États-Unis.
Il a participé à la bataille de White Plains et à la bataille de Long Island et est mort lors de la bataille de Trenton.